# Związek Etolski
Związek Etolski – związek wspólnot plemiennych i poleis greckich założony przez Etolów przed 367 p.n.e., jego znaczenie wzrosło po odparciu celtyckiego najazdu na Delfy pod dowództwem Brennusa. Największe znaczenie Związek osiągnął w latach 230 - 220 p.n.e. Zlikwidowany przez Rzymian po klęsce sojusznika Związku Antiocha III Wielkiego w bitwie pod Magnezją stoczonej w 190 p.n.e..

## Związek Etolski w III i II wieku p.n.e.

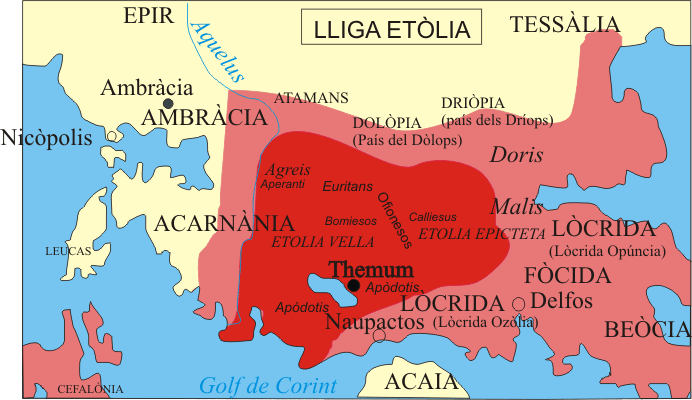
Etolia historyczna - III/II w. p.n.e.

Jądro związku stanowiła Etolia, kraj początkowo ubogi i słabo zurbanizowany, mający strukturę plemienną. Z początkiem epoki hellenistycznej nasilił się proces urbanizacji tego regionu, nie zatarł on jednak tradycyjnych struktur plemiennych (zachował się podział na okręgi z właściwymi im władzami). W ciągu III i II wieku p.n.e. związek wchłonął wiele społeczności o różnej formie organizacji. Były wśród nich zarówno poleis, jak również „ludy” tworzące własne federacje. Członkowie związku zachowywali pełną autonomię w sprawach wewnętrznych natomiast polityka zagraniczna należała do władz związku. Miasta oddalone od głównego bloku terytoriów związkowych uzyskiwały specjalny status. Mieszkańcy ich nie mogli głosować na zgromadzeniach federalnych a miasta nie wysyłały delegatów do synedrionu. Obejmowało ich natomiast prawo zwane isopoliteia. Obywatele objętych nim społeczności zyskiwali pełnię praw politycznych jeśli tylko przenieśli się do jednego z miast członków związku. Oprócz tego mieli oni prawo do zawierania małżeństw mieszanych z członkami związku oraz porozumienia w sprawie wymiaru sprawiedliwości w przypadku sporów między obu stronami. Przyjęcie takiego statusu następowało najczęściej pod przymusem. Władze Związku Etolskiego mogły umieszczać w polis tych polis garnizony wojskowe, które ograniczały swobodę miasta. Również poszczególni członkowie związku mogli zawierać osobne porozumienia o isopolitei nie pociągały one jednak zobowiązań wobec całej federacji.

## Przyczyny szybkiego rozwoju terytorialnego związku
- greckie poleis szukały ochrony przed hegemonią macedońską (w III wieku niezależność pojedynczej polis była już niemożliwa).
- część poleis została zmuszona do wstąpienia do związku siłą (po interwencji militarnej związku lub też pod jej groźbą)
- działalność etolskich piratów. Specjalnością rdzennych Etolów było piractwo, brak ustabilizowanej sytuacji w Helladzie sprzyjał działalności piratów, brak było bowiem sił systematycznie walczących z nimi. Wstąpienie do związku dawało gwarancję bezpieczeństwa dla własnych statków ponieważ z reguły etolscy piraci nie atakowali statków należących do członków związku (gdyby jednak taka sytuacja zaszła można było złożyć skargę do władz związku).

## Struktura związku
Zgromadzenie obywatelskie – mogli w nim uczestniczyć wszyscy obywatele miast związkowych (główną rolę pełnili jednak w nim rdzenni Etolowie). Zgromadzenie zbierało się dwa razy w roku. 
- Pierwsze zebranie odbyło się wiosną (jego termin i miejsce uzgadniano przed ewentualnie planowaną kampanią wojenną, dzięki czemu zebranie było również wstępem do mobilizacji armii).
- Termin drugiego zebrania przypadał na jesień. Spotykano się w Thermon (Etolia właściwa), gdzie mieściło się sanktuarium, działali niektórzy urzędnicy, mieściły się archiwa i składy broni związku. Na zebraniach głosowano prostą większością głosów.

Każdego roku na zgromadzeniach powoływano urzędników związkowych. Byli to:
- strateg – mógł on zostać wybrany powtórnie ale dopiero po upływie roku (ograniczenie wprowadzono w obawie przed nadmiernym wzrostem siły osoby sprawującej to stanowisko).

- sekretarz – początkowo powoływano jedną osobę na to stanowisko, jednak po rozroście związku zaczęto powoływać dwóch sekretarzy.

- dowódca jazdy (gr. hipparchos)

Rada (gr. synedrion) – reprezentowane były w niej poszczególnie miasta poprzez delegatów wybieranych w liczbie proporcjonalnej do liczby ich obywateli. Nieznana jest dokładna liczba członków rady, jednak przyjmuje się, że musiało być ich około tysiąca (w 167 p.n.e. wymordowano 550 jej członków, oprócz tego pewną część wygnano - daje to pewne wyobrażenie o jej liczebności ). Zadaniem rady było nadzorowanie władz oraz podejmowanie ważniejszych decyzji w okresach pomiędzy zgromadzeniami. Synedrion działał również jako trybunał sądzący zbrodnie stanu, przestępstwa popełnione przez obywateli związku poza jego granicami (szczególnie kiedy naruszali przywileje nadawane przez związek innym społeczeństwom) – poza wymienionymi przypadkami wymiarem sprawiedliwości zajmowały się samodzielnie poszczególne miasta i ludy wchodzące w skład związku. 
Apokletoi – organ ten ustanowiono dla usprawnienia działań związku. Członków apokletoi powoływano spośród członków rady. Z biegiem czasu rola apokletoi rosła, większość istotnych decyzji była podejmowana przez jego członków. Obrady apokletoi były tajne.

## Finanse
Istniał skarb federalny. Poszczególni członkowie związku uiszczali opłaty proporcjonalne do liczby delegatów w synedrionie. Część środków pochodziła z łupów wojennych. Związek bił własną monetę złotą i srebrną.